# Magnolia × brooklynensis
Magnolia × brooklynensis es una especie de híbrido perteneciente a la familia Magnoliaceae. Es originaria de Estados Unidos.
Es un híbrido compuesto por las especies Magnolia acuminata L. × Magnolia liliiflora Desr.. 

## Taxonomía
Magnolia × brooklynensis fue descrita por George Anthony Kalmbacher y publicado en Newsletter of the American Magnolia Society 8: 7. 1972.
Etimología
Magnolia: nombre genérico otorgado en honor de Pierre Magnol, botánico de Montpellier (Francia). 
brooklynensis: epíteto